# オルランド・オルテガ

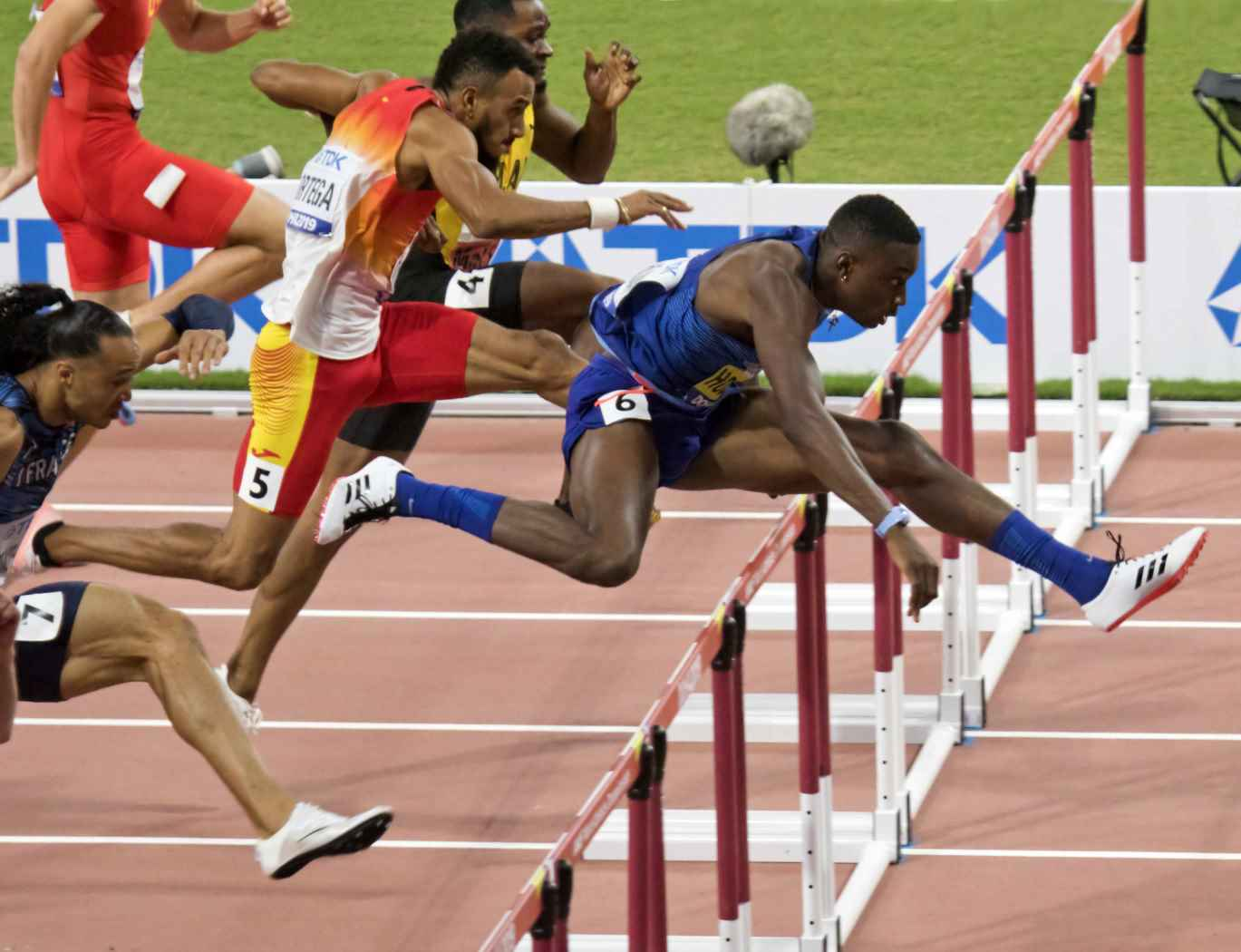
2019年世界選手権でのオルテガ（5レーン）

オルランド・オルテガ・アレーホ（スペイン語: Orlando Ortega Alejo, 1991年7月28日 - ）は、キューバ・アルテミサ州アルテミサ出身の陸上競技選手。2013年にキューバから亡命し、2016年からはスペイン代表として大会に出場している。110mハードルを専門とし、自己ベストは世界歴代10位タイの12秒94。2016年のリオデジャネイロオリンピックでは銀メダルを獲得した。

## 経歴

### キューバでの経歴
キューバのアルテミサ州アルテミサに生まれ、ハードル走でキューバのユース選手権やジュニア選手権のタイトルを獲得した。2010年にはカナダのモンクトンで開催された2010年世界ジュニア陸上競技選手権大会に出場したが、予選では記録なしに終わった。シニアデビュー初年度の2011年には、バリエントス記念大会で13秒56の自己ベストを記録して優勝。ハバナで開催された大会では再び自己ベストを更新して13秒29とした。2011年10月にメキシコのグアダラハラで開催された2011年パンアメリカン競技大会では、自己ベストに0秒01に迫る13秒30を記録して銅メダルを獲得した。この大会では同胞のロブレスが優勝している。
2012年初頭にはヨーロッパ室内サーキットに参戦し、スウェーデンのストックホルムで開催されたXL-ガランでは60mハードルで準優勝し、フランスのメスで開催された大会では7秒57の自己ベストを出した。2012年3月にトルコのイスタンブールで開催された2012年世界室内陸上競技選手権大会では、予選の同組5位で決勝進出を逃した。サンティアゴ・アントゥネスをコーチに迎え、110mハードル元世界記録保持者のダイロン・ロブレスとともに練習した。5月にハバナで開催された大会では13秒09を記録して、初めてロブレスに勝利した。 6月にアメリカ合衆国のニューヨークで開催されたアディダスグランプリでは3位となった。2012年にイギリスのロンドンで開催されたロンドンオリンピックでは110mハードルで6位となった。キューバでは高等教育機関で体育を学んでいた。

### スペインでの経歴
2013年8月にロシアのモスクワで開催された2013年世界陸上競技選手権大会中にキューバから亡命した。2005年に定められた国際陸上競技連盟(IAAF)の規定により、国籍を変更した選手は変更前に出場した最後の大会から3年間は新国籍を代表して大会に出場することができない。
キューバ出身の走高跳選手であり1992年バルセロナオリンピック金メダリストのハビエル・ソトマヨルとともに、2015年7月にはスペインへの帰化と国籍付与が承認された。なお、オルテガとは異なりソトマヨルはキューバに住み続けており、依然としてキューバ国籍も保持している。
2016年のリオデジャネイロオリンピックでは、110mハードルで銀メダルを獲得した。